# اوک هیل (ویسکانسین)
اوک هیل (به انگلیسی: Oak Hill) یک منطقهٔ مسکونی در ایالات متحده آمریکا است که در شهرستان جفرسون، ویسکانسین واقع شده‌است. اوک هیل ۲۴۹٫۹۴ متر بالاتر از سطح دریا واقع شده‌است.